# Acrosathe otiosa
Acrosathe otiosa är en tvåvingeart som först beskrevs av Daniel William Coquillett 1893.  Acrosathe otiosa ingår i släktet Acrosathe och familjen stilettflugor.
Artens utbredningsområde är Kalifornien. Inga underarter finns listade i Catalogue of Life.